# Puerto de los Botes
Puerto de los Botes est une localité uruguayenne située dans le département de Rocha.

## Localisation
La localité se situe dans le sud du département de Rocha, plus précisément au sud de la ville de Rocha et à l'est de celle de La Ribiera.

## Population
| Année | Population |
| ----- | ---------- |
| 2004  | 18         |
| 2011  | 21         |

,

## Source
- (es) Cet article est partiellement ou en totalité issu de l’article de Wikipédia en espagnol intitulé « Puerto de los Botes » (voir la liste des auteurs).